# 큐피드 팩토리
《큐피드 팩토리》는 2011년 7월 31일에 방영한 KBS 드라마 스페셜이다.

## 등장 인물

### 주요 인물
- 이희준 : 유소준 역 (소년 김우석, 대학생 이종성)
- 박수진 : 정시윤 역

### 그 외 인물
- 김현중 : 로이 역
- 김미진 : 박실장 역
- 김기천 : 김박사 역
- 김태린 : 은혜 역
- 정소연 : 여고생 역
- 김선은 : 라디오 PD 역

## 시청률
- 전국 시청률 : 3.5%[1]

## 수상
- 2011년 KBS 연기대상 연작·단막극상 - 이희준